# バティック・エア
バティック・エア（Batik Air）は、インドネシアの航空会社。同国大手航空会社ライオン・エアのグループ会社である。
会社名は、インドネシアの伝統的な布地の特産品バティックを由来としており、機体の外装にもバティックの柄が描かれている。

## 歴史
- 2011年11月18日、格安航空会社のライオンエアが、ガルーダ・インドネシア航空に対抗するフルサービスキャリアを設立する意向を発表した[1]。

- 2012年6月、バティック・エアとして設立される[2][3][4]。なお、格安航空会社が運営するフルサービスキャリアとしてはバティック・エアが世界初である[5]。

- 2013年5月3日、ボーイング737-900ERを使用して運航を開始[6]。
- 2014年、ライオンエアが、ボーイング787の発注をキャンセルし、バティックエアの長距離拡張計画を中止したことを発表した[7]。
- 2017年1月、インドネシアの他社と同様に、EU域内への乗り入れを禁止している航空会社に指定されていたが、解除される[8][9][10]。 (EU域内乗り入れ禁止航空会社の一覧参照)。
- 2019年11月、タイ・ライオンエアから譲渡された、初のワイドボディ機であるエアバスA330-300を導入[11]。
- 2022年4月27日、ライオン・エア・グループのフルサービス子会社であるマリンド・エアが、バティック・エア・マレーシアにブランド名を変更した。
- 2022年12月、ライオン・エア・グループの他の航空会社とともに、スカルノ・ハッタ国際空港の使用ターミナルをターミナル2に移転し、グループの使用ターミナルを統合した。

## 保有機材
| 機種              | 保有数 | 発注数 | 座席数 | 座席数 | 備考                                                                             |
| 機種              | 保有数 | 発注数 | C      | Y      | 備考                                                                             |
| ----------------- | ------ | ------ | ------ | ------ | -------------------------------------------------------------------------------- |
| エアバスA320-200  | 47     |        | 8      | 156    |                                                                                  |
| エアバスA320-200  | 47     | 12     | 138    |        |                                                                                  |
| エアバスA320-200  | 47     | 12     | 144    |        |                                                                                  |
| エアバスA320neo   | 1      | 125    | 12     | 144    | 2020年新造機                                                                     |
| エアバスA321neo   | -      | 65     | 未定   | 未定   |                                                                                  |
| エアバスA330-300  | 1      |        | 21     | 324    | 2022年導入。シンガポール航空、ターキッシュエアラインズ、ライオンエアの中古機材。 |
| ボーイング737-800 | 14     |        | 12     | 150    | バテッィク・エア・マレーシアに順次移管。                                         |
| 合計              | 63     | 190    |        |        |                                                                                  |

## 就航地
2020年以降、新型コロナウイルス感染症の影響により、多くの定期便が運休、減便、経路変更となっている。
| 国           | 就航地 |
| ------------ | --- |
| インドネシア | ジャカルタ/CGK、ジャカルタ/ハリム、アンボン島、バリクパパン、バンダ・アチェ、バンジャルマシン、バタム島、バリ島、ブンクル、ゴロンタロ、ジャンビ、ジャヤプラ、ケンダリ、クパン、コモド、ロンボク島、ルブクリンガウ、ルウク、マカッサル、マラン、マナド、マノクワリ、メダン、パダン、パランカラヤ、パレンバン、パル、パンカルピナン、プカンバル、ポンティアナック、サマリンダ、スマラン、シランギット、ソロン、スラバヤ、スラカルタ、タンジュン・ピナン、タラカン、テルナテ、ティミカ、ジョグジャカルタ |
| マレーシア   | クアラルンプール、ペナン島 |
| シンガポール | シンガポール |
| タイ         | バンコク/ドンムアン |
| 香港         | 香港 |

2023年7月現在

## サービス
ビジネスとエコノミーの2クラス制。全機材にビジネスクラスを設置している。

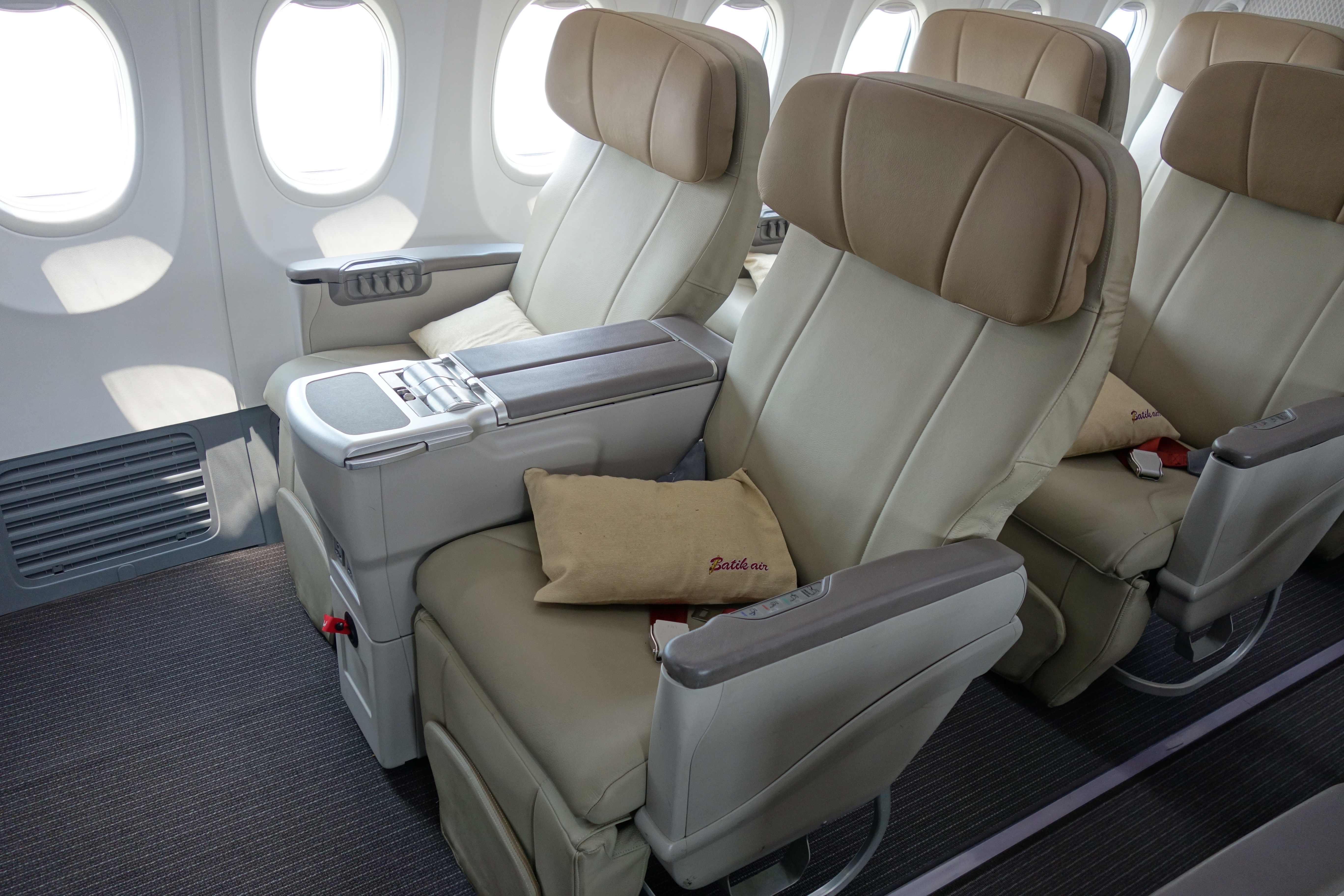
ビジネスクラスの座席

### ビジネスクラス
ビジネスクラス利用客は、食事や軽食、ヘッドフォンなどのアメニティを用意しているほか、ラウンジ利用も可能。
A320、B737などの小型機のビジネスクラスは、2-2の配置で、シートピッチ38インチ(96.5cm)のリクライニング対応シートが設置されている。充電ポート、タッチスクリーンIFEモニターも設置している。
エアバスA330-300型機では、2-2-2の配置で、アングルフラットシートが設置されている。それぞれに個人用IFEモニターが設置されている。

### エコノミークラス
ナローボディ機では3-3の配置、エアバスA330-300では3-3-3の配置で設置されている。各座席で、個人用IFEモニター、Batik Entertainmentワイヤレスストリーミングサービスを提供している。全乗客に無料の軽食と食事を提供している。

### ラウンジ
スカルノ・ハッタ国際空港、ハリム・ペルダナクスマ国際空港の2空港でラウンジを運営している。ラウンジはビジネスクラス利用で入室できる。2022年10月28日、スカルノ・ハッタ国際空港のラウンジで火災が発生するトラブルが発生した。